# Ernst von Werra
Ernst von Werra   (Leuk, 11 de febrer de 1854 - Beuron, 13 de juliol de 1913) fou un músic suís.
Fill de Peter Marie, notari i director del sanatori de Leukerbad, i d'Augustina Allet. Va fer els seus estudis al "Brig Music School" de Ratisbona, Friburg de Brisgòvia i al Conservatori de Stuttgart; el 1883/85 fou organista en l'església nacional alemanya de Roma i prefecte en Scuola Gregoriana; de 1886/90 organista i director de cor al monestir cistercenc de Mehrerau a prop de Bregenz, a la vora del llac Constança. A partir de 1890 organista i mestre de capella en la catedral de Constança, i de 1907/13 director de la Fundació de Música Sagrada de Beuron.
Com a tal com a pioner del moviment coral a la zona de parla alemanya sota el papa Pius X, Werra va obtenir un mèrit durador a l'ombra dels monjos benedictins Gregor i Raphael Molitor. La biblioteca de l'expert d'orgue i musicòleg es troba a la biblioteca del monestir de Beuron.
Publicà notables col·leccions de música antiga per a orgue (1887/93) i les obres de Johann Caspar Ferdinand Fischer, al Denkmäler deutscher Tonkunst.